# Róth András Lajos
Róth András Lajos (Kézdivásárhely, 1953. június 21. –) történész, könyvtáros. Róth Edith özvegye.

## Életútja
A kézdivásárhelyi elméleti líceumban érettségizett (1972), s a kolozsvári Babeș-Bolyai Egyetem történelem-filozófia szakán szerzett diplomát (1978). Pályáját történelemtanárként kezdte a székelyudvarhelyi 1. sz. Ipari (Bányai János Műszaki)Szakközépiskolában (1978-1990). 1990 óta a Haáz Rezső Múzeum keretében működő Tudományos Könyvtár vezető, EMKE díjas könyvtárosa. A Romániai Magyar Könyvtárosok Egyesületének alelnöke.

## Munkássága
Első írása a Brassói Lapokban jelent meg (1980). További közleményei az Aetas, Erdélyi Gazda, Hargita, Hargita Népe, Iskolakultúra, Kelet-Nyugat, Korunk, Könyv-könyvtár-könyvtáros, Rovás, Székely Útkereső, Székelység hasábjain, továbbá a Székely Útkereső Antológia és az Orbán Balázs örökösei (Székelyudvarhely 1995) című kötetekben jelentek meg. Tagja volt a Székely Útkereső szerkesztőbizottságának (1990-től), valamint az Erdélyi Gondolat könyvkiadó szerkesztőségének. 2000-től az Areopolisz. Történelmi és társadalomtudományi tanulmányok c. sorozat társszerkesztője.
Tudományos és ismeretterjesztő munkásságát a hely-, művelődés- és agrártörténet területén fejti ki

## Publikációi
http://www.hrmuzeum.ro/index.php?mmi=12&smi=00&ssmi=00&pi=07
- Székelyudvarhely. Haáz Rezső Múzeum Tudományos Könyvtára; Haáz Rezső Kulturális Egyesület, Odorheiu Secuiesc, [Székelyudvarhelyi], 1996
- Született nyelvünkön... A magyar anyanyelv dicsérete a XVII-XVIII. században. Szöveggyűjtemény; vál., előszó, szó- és névmagyarázat Róth András Lajos; Mark House, Gyergyószentmiklós, 2005
- Orbán Balázs. Korok tükrében; összeáll. Róth András Lajos; Székely Útkereső, Székelyudvarhely, 1998 (Székely útkereső kiadványok)